# Antonín Hájek
Antonín Hájek, češki smučarski skakalec, * 12. februar 1987, Frýdlant, Češka, † september 2022, Malezija.
Veljal je za enega najboljših čeških smučarskih skakalcev. 20. marca 2010 je na letalnici v Planici postavil češki rekord, 236 m. V svetovnem pokalu je bil leta 2010 dvakrat četrti, kar je bila njegova najboljša uvrstitev. Za reprezentanco je nastopal na Zimskih olimpijskih igrah 2010 v Vancouvru, kjer je osvojil individualno in ekipno sedmo mesto na veliki ter 21. na srednji skakalnici, na igrah 2014 v Sočiju pa znova sedmo mesto na ekipni tekmi na veliki skakalnici in 28. mesto individualno.
Kljub uspehom je zašel v težave zaradi življenjskega sloga, zato je bil pri 28 letih izključen iz reprezentance. Leta 2015 je končal tekmovalno kariero in postal trener. V začetku leta 2020 je bil imenovan za glavnega trenerja češke skakalne reprezentance.
Leta 2019 se je poročil s fizioterapevtko Veroniko Pankovo, a je kmalu prišlo na dan, da jo je prevaral s skakalko Karolíno Indráčkovo, zato sta se marca 2022 ločila. Septembra tega leta je v še nepojasnjenih okoliščinah izginil in bil uradno pogrešan od oktobra; sledi so vodile v Malezijo, kjer so ga po nekaj mesecih iskanja našli mrtvega.